# 普林茨科格爾山
47°30′49″N 15°48′43″E / 47.51361°N 15.81194°E

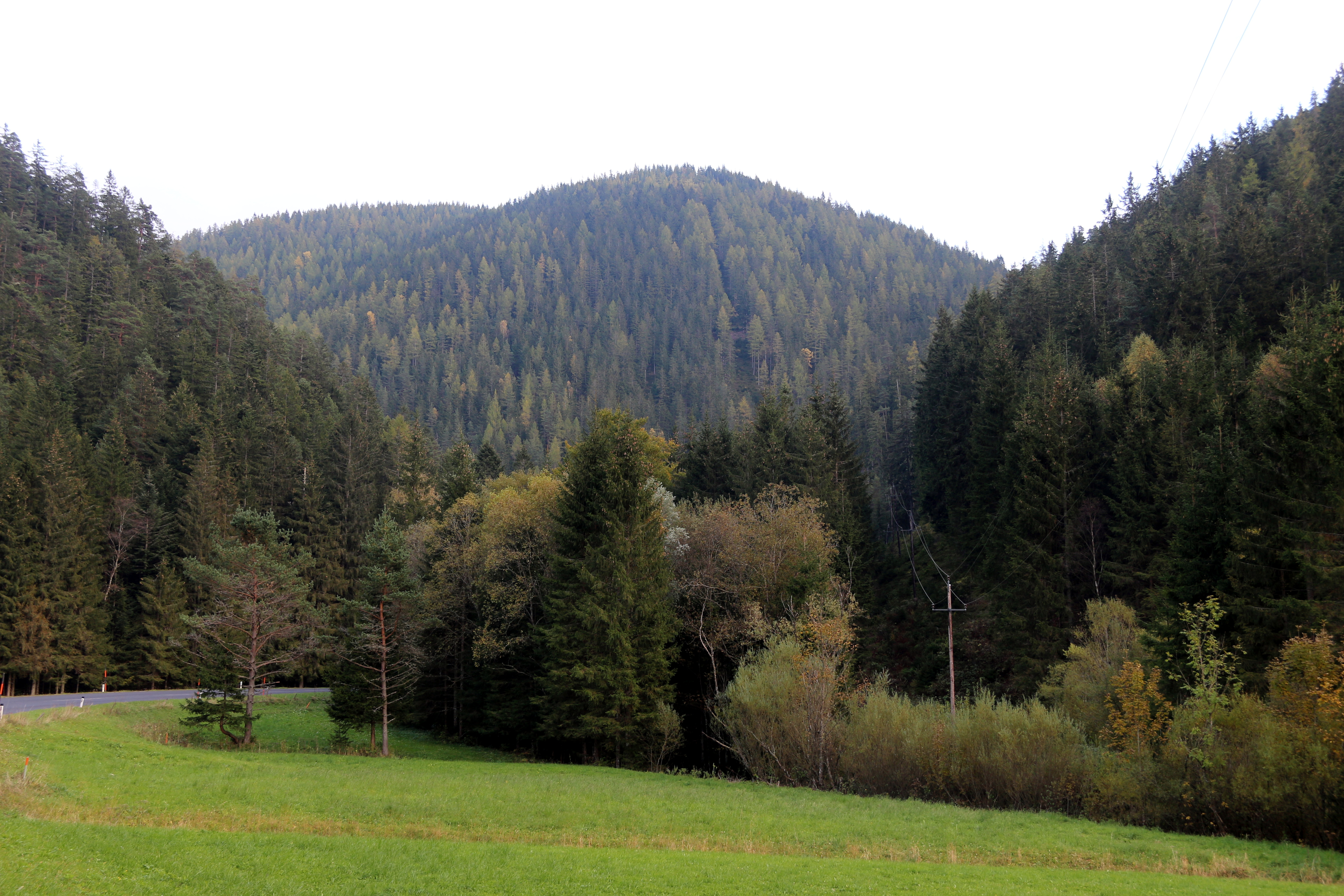

普林茨科格爾山（德語：Prinzkogel），是奧地利的山峰，位於該國東南部，由施泰爾馬克州負責管轄，屬於穆爾以東前阿爾卑斯山脈的一部分，處於雷特內格附近，海拔高度1,273米。